# Продовольча сировина
Продовольча сировина — продукція рослинного, тваринного, мінерального, синтетичного чи біотехнологічного походження, що використовується для виробництва харчових продуктів.

## Зберігання
Зберігання продовольчої сировини є одним із найважливіших питань будь-якого технологічного процесу в харчових виробництвах. Необхідність зберігання обумовлена тим, що виробництво сировини та продукції має сезонний характер, а споживання — цілорічний.
Головним завданням цієї операції є збереження кількості і якості сировини протягом певного періоду часу, іноді досить тривалого.